# Shadows Collide with People
Shadows Collide with People je sólové album Johna Fruscianteho, kytaristy skupiny Red Hot Chili Peppers.

## Seznam skladeb
Všechny písně napsal Frusciante s výjimkou označených.
1. "Carvel" - 6:13
2. "Omission" (Frusciante/Klinghoffer) - 4:34
3. "Regret" - 2:58
4. "Ricky" - 3:57
5. "Second Walk" - 1:43
6. "Every Person" - 2:38
7. "-00Ghost27" (Frusciante/Klinghoffer) - 3:50
8. "Wednesday's Song" - 3:31
9. "This Cold" - 2:00
10. "Failure33 Object" - 2:56
11. "Song to Sing When I'm Lonely" - 3:16
12. "Time Goes Back" - 3:23
13. "In Relief" - 3:36
14. "Water" - 4:06
15. "Cut-Out" - 3:34
16. "Chances" - 1:49
17. "23 Go in to End" - 6:42
18. "The Slaughter" - 3:53
19. "Of Before" - 3:17 (pouze na japonském vydání)